# Рихтер, Гавриил Дмитриевич
Гавриил Дми́триевич Ри́хтер (7 (19) июля 1899, Царское село, Петербургская губерния (современный г. Пушкин) — 1980, Москва) — советский физико-географ, страновед, снеговед, доктор географических наук (1945), профессор, заслуженный деятель науки РСФСР. Один из создателей отечественной школы геоморфологического и физико-географического картографирования. Под его руководством составлены первая геоморфологическая карта Европейской части СССР, карты природного районирования СССР, снежного покрова СССР и земного шара. Участвовал в создании атласов БСАМ, ФГАМ. Автор и научный редактор многотомных серий трудов, содержащих региональные характеристики территории нашей страны. Вместе с А. А. Григорьевым руководил многотомной серией «Природа СССР», возглавлял серию монографий «Физическая география СССР», был одним из руководителей серии «Природные условия и естественные ресурсы СССР». Сотрудничал с издательством «Советская энциклопедия», один из основных авторов Краткой географической энциклопедии. В Институте географии РАН проработал с 1931 по 1980.

## Биография
Родился 7 (19) июля 1899 года в Царском Селе, в семье Д. И. Рихтера (1848—1919).
Отец — земской статистик, экономист, географ, много лет возглавлял отдел географии Нового энциклопедического словаря Брокгауза и Ефрона. Мать окончила фельдшерские и акушерские курсы, работала в психиатрической больнице. В их семье было пятеро детей (Анна, Дмитрий, Ирина, Владимир, Гавриил).
Гавриил после окончания реального училища в Царском Селе в 1917 г. поступил на медицинский факультет Юрьевского (Тартуского) университета. Но так как университет эвакуировали в Воронеж, перевелся на естественное отделение Петербургского университета.
В голодные 1917—1919 годы работал санитаром, затем в продовольственной управе, инструктором по семи волостям уезда по учёту урожая 1919 г.
Учился в Географическом институте в Петрограде на отделении страноведения (1919—1924). Поступил в октябре 1919 г., почти сразу призвали в армию. Служил во Владимире. Из дневника: «17. XII. 1919 г. Вот уже больше двух недель как я на военной службе во Владимире». Вскоре смог возобновить вечерние занятия в институте. В марте 1921 г. демобилизовался и продолжил получать высшее образование. Студентом стал научным сотрудником Географического института, участвовал в экспедициях (в Большеземельскую тундру, на Кольский полуостров, Южный Урал).
По завершении преподавал географию в средней школе, поступил в аспирантуре ЛГУ у А. А. Григорьева (1925—1930). Степень к.г.н. присуждена без защиты в 1935 г. Работал специалистом Геомина.
Во время войны проводил военно-географические работы оборонного характера. Координировал изучение снежного покрова многочисленными организациями, созывал всесоюзные совещания.
Занимался историей развития географических знаний в нашей стране, писал о некоторых ученых (И. И. Лепёхине, А. И. Воейкове и др.) статьи для географических разделов энциклопедий.
В течение многих лет одновременно преподавал в институтах усовершенствования учителей, в ЛГУ, МОПИ, МИИГАиК, где 30 лет заведовал кафедрой.
Выйдя на пенсию в 1969 году, продолжил работать как научный консультант, оппонент и рецензент. В июне 1980 году перенёс инфаркт, а 11 октября того же года его не стало.

## Награды
- Ордена Ленина
- Орден Трудового Красного знамени
- Звание «Заслуженный деятель науки РСФСР»
- Книги по оз. Имандра и Кольскому полуострову Географическое Общество СССР отметило Малой серебряной медалью.

### Диссертации
- 1935 г. — Кандидатская.	Без защиты диссертации по совокупности трудов
- 1948	г. — Докторская диссертация, посвященная роли снежного покрова в физико-географическом процессе. «Роль снежных покровов в физико-географических процессах».

## Архив, личные фонды
- ЦГАЛИ СПб. Фонд Р-328 Опись 2 Дело 1360. Рихтер Гаврил Дмитриевич
- ЦГА СПб Фонд Р-7240 Опись 1 Дело 1417. Рихтер Гавриил Дмитриевич
- АРАН Ф. 1991. Рихтер Г. Д